# Liste des cardinaux créés par Boniface IX
Au cours de son pontificat, le pape Boniface IX (1389-1404) a créé 8 cardinaux dans 2 consistoires.

## 18 décembre 1389
- Enrico Minutoli
- Bartolomeo Oleario OSB
- Cosimo Gentile de' Migliorati, deviendra pape Innocent VII
- Cristoforo Maroni

## 27 février 1402
- Antonio Caetani
- Baldassare Cossa, deviendra antipape Jean XXIII
- Leonardo Cibo
- Angelo Cibo